# Vassouras
Vassouras là một đô thị thuộc bang Rio de Janeiro, Brasil. Đô thị này có diện tích 552,438 km², dân số năm 2007 là 33522 người, mật độ 60,7 người/km².